# Vila Chã de Braciosa
Vila Chã de Braciosa (mirandesisch: Bila Chana de Barciosa) ist ein Ort und eine Gemeinde im Nordosten Portugals. Der Ort gehört zu den Dörfern, in denen die einzige Regionalsprache Portugals gesprochen wird, das Mirandesisch. Traditionell ist der markante regionale Granit der bevorzugte Baustoff für die Häuser der Gemeinde.
Die Gemeinde liegt vollständig im länderübergreifenden Naturpark Parque Natural do Douro Internacional.  Sie ist wie die gesamte Region von Abwanderung und Überalterung gekennzeichnet.

## Geschichte
Funde belegen eine vorgeschichtliche Besiedlung, insbesondere die Spuren einer lusitanisch-römischen Siedlung der Castrokultur in Fonte de Aldeia.
Der heutige Ort entstand vermutlich im Verlauf der mittelalterlichen Reconquista und wurde danach eine eigenständige Gemeinde.
Der geistliche Wissenschaftler, Schriftsteller und Humanist Diogo de Teive (1514–1569) war Abt in Vila Chã de Braciosa, bevor er sich seinen Studien und der Lehre an internationalen Hochschulen widmete.

## Verwaltung
Vila Chã de Braciosa ist Sitz einer gleichnamigen Gemeinde (Freguesia) im Kreis (Concelho) von Miranda do Douro im Distrikt Bragança. In ihr leben 259 Einwohner auf einer Fläche von 43 km² (Stand 19. April 2021).
Drei Ortschaften liegen im Gemeindegebiet:
- Fonte de Aldeia
- Freixiosa
- Vila Chã de Braciosa